# Shanghai Masters 2019 (snooker)
Lo Shanghai Masters 2019 è il sesto evento della stagione 2019-2020 di snooker, il secondo Non-Ranking ed è la 13ª edizione di questo torneo che si è disputato dal 9 al 15 settembre 2019 a Shanghai in Cina.
4° Shanghai Masters e 33º Titolo Non-Ranking per Ronnie O'Sullivan.
Finale 2018: Ronnie O'Sullivan 11-9 Barry Hawkins

## Montepremi
- Vincitore: £200.000
- Finalista: £100.000
- Semifinalisti: £62.500
- Quarti di Finale: £32.000
- Sedicesimi di Finale: £16.000
- Ventiquattresimi di Finale: £8.000
- Miglior Break della competizione: £6.000

## Partecipanti
Al torneo vengono invitati i primi 16 giocatori del Ranking aggiornato dopo l'International Championship. A questi 16 si aggiungono i primi 4 cinesi del Ranking fuori dai 16, due giocatori cinesi amatoriali Under-21 e altri due cinesi del Amateur Masters Series.
Essendo il campione in carica, Ronnie O'Sullivan viene classificato solo per questo torneo 1° malgrado sia 2° nel Ranking. I primi 8 della classifica partono dal 2º Turno, mentre dal 9° al 16° partono dal 1°.

### Giocatori invitati
| N° | Giocatore         | Partecipante in quanto                                        | Ranking esatto |
| -- | ----------------- | ------------------------------------------------------------- | -------------- |
| 1  | Ronnie O'Sullivan | È il campione in carica ed è tra i primi 16 del Ranking       | 2 (1°)         |
| 2  | Judd Trump        | È tra i primi 16 del Ranking                                  | 1 (2°)         |
| 3  | Mark Williams     | È tra i primi 16 del Ranking                                  | 3              |
| 4  | Neil Robertson    | È tra i primi 16 del Ranking                                  | 4              |
| 5  | John Higgins      | È tra i primi 16 del Ranking                                  | 5              |
| 6  | Mark Selby        | È tra i primi 16 del Ranking                                  | 6              |
| 7  | Mark Allen        | È tra i primi 16 del Ranking                                  | 7              |
| 8  | Kyren Wilson      | È tra i primi 16 del Ranking                                  | 8              |
| 9  | Ding Junhui       | È tra i primi 16 del Ranking                                  | 9              |
| 10 | Barry Hawkins     | È tra i primi 16 del Ranking                                  | 10             |
| 11 | Jack Lisowski     | È tra i primi 16 del Ranking                                  | 11             |
| 12 | David Gilbert     | È tra i primi 16 del Ranking                                  | 12             |
| 13 | Stuart Bingham    | È tra i primi 16 del Ranking                                  | 13             |
| 14 | Shaun Murphy      | È tra i primi 16 del Ranking                                  | 14             |
| 15 | Stephen Maguire   | È tra i primi 16 del Ranking                                  | 15             |
| 16 | Ali Carter        | È tra i primi 16 del Ranking                                  | 16             |
| 17 | Yan Bingtao       | È tra i primi 4 cinesi fuori dai 16 nel Ranking               | 18             |
| 18 | Xiao Guodong      | È tra i primi 4 cinesi fuori dai 16 nel Ranking               | 24             |
| 19 | Lyu Haotian       | È tra i primi 4 cinesi fuori dai 16 nel Ranking               | 27             |
| 20 | Liang Wenbó       | È tra i primi 4 cinesi fuori dai 16 nel Ranking               | 34             |
| 21 | Zhang Yi          | È un giocatore amatoriale Under-21 cinese                     | (Dilettante)   |
| 22 | Zhao Jianbo       | È un giocatore amatoriale Under-21 cinese                     | (Dilettante)   |
| 23 | Wu Yize           | È un giocatore proveniente dall'Amateur Masters Series cinese | (Dilettante)   |
| 24 | Cao Jin           | È un giocatore proveniente dall'Amateur Masters Series cinese | (Dilettante)   |

## Fase a eliminazione diretta[3]
| Ventiquattresimi di Finale | Sedicesimi di Finale      | Quarti di Finale          | Semifinali              | Finale                  |
| -------------------------- | ------------------------- | ------------------------- | ----------------------- | ----------------------- |
| Al meglio degli 11 frames  | Al meglio degli 11 frames | Al meglio degli 11 frames | Al meglio dei 19 frames | Al meglio dei 21 frames |

Il Ranking indicato è quello prima dell'inizio della competizione.
| Giocatore       | Giocatore    | Risultato | Ranking Giocatore 1 | Ranking Giocatore 2 |
| --------------- | ------------ | --------- | ------------------- | ------------------- |
| Ali Carter      | Zhang Yi     | 3 - 6     | 16                  | (Dilettante)        |
| Stephen Maguire | Xiao Guodong | 2 - 6     | 15                  | 24                  |
| Barry Hawkins   | Yan Bingtao  | 6 - 5     | 10                  | 18                  |
| Ding Junhui     | Zhao Jianbo  | 6 - 2     | 9                   | (Dilettante)        |
| Shaun Murphy    | Lyu Haotian  | 6 - 1     | 14                  | 27                  |
| Jack Lisowski   | Wu Yize      | 6 - 1     | 11                  | (Dilettante)        |
| Stuart Bingham  | Liang Wenbó  | 4 - 6     | 13                  | 34                  |
| David Gilbert   | Cao Jin      | 6 - 0     | 12                  | (Dilettante)        |

| Giocatore         | Giocatore     | Risultato | Ranking Giocatore 1 | Ranking Giocatore 2 |
| ----------------- | ------------- | --------- | ------------------- | ------------------- |
| Ronnie O'Sullivan | Zhang Yi      | 6 - 0     | 1                   | (Dilettante)        |
| Kyren Wilson      | Xiao Guodong  | 6 - 4     | 8                   | 24                  |
| John Higgins      | Barry Hawkins | 5 - 6     | 5                   | 10                  |
| Neil Robertson    | Ding Junhui   | 6 - 3     | 4                   | 9                   |
| Mark Williams     | Shaun Murphy  | 5 - 6     | 3                   | 14                  |
| Mark Selby        | Jack Lisowski | 3 - 6     | 6                   | 11                  |
| Mark Allen        | Liang Wenbó   | 6 - 5     | 7                   | 34                  |
| Judd Trump        | David Gilbert | 6 - 4     | 2                   | 12                  |

| Giocatore         | Giocatore      | Risultato | Ranking Giocatore 1 | Ranking Giocatore 2 |
| ----------------- | -------------- | --------- | ------------------- | ------------------- |
| Ronnie O'Sullivan | Kyren Wilson   | 6 - 5     | 1                   | 8                   |
| Barry Hawkins     | Neil Robertson | 2 - 6     | 10                  | 4                   |
| Shaun Murphy      | Jack Lisowski  | 6 - 1     | 14                  | 11                  |
| Mark Allen        | Judd Trump     | 6 - 1     | 7                   | 2                   |

| Giocatore         | Giocatore      | Risultato | Ranking Giocatore 1 | Ranking Giocatore 2 |
| ----------------- | -------------- | --------- | ------------------- | ------------------- |
| Ronnie O'Sullivan | Neil Robertson | 10 - 6    | 1                   | 4                   |
| Shaun Murphy      | Mark Allen     | 10 - 3    | 14                  | 7                   |

| FINALE Regal International East Asia Hotel, Shanghai, Cina, 15 settembre 2019 ARBITRO: Zheng Weili                                | FINALE Regal International East Asia Hotel, Shanghai, Cina, 15 settembre 2019 ARBITRO: Zheng Weili | FINALE Regal International East Asia Hotel, Shanghai, Cina, 15 settembre 2019 ARBITRO: Zheng Weili |
| Ronnie O'Sullivan (1) | 11 - 9                                                                                             | Shaun Murphy (14)                                                                                  |
| --- | -------------------------------------------------------------------------------------------------- | -------------------------------------------------------------------------------------------------- |
| PRIMA SESSIONE: 0-1 0-2 0-3 1-3 2-3 3-3 4-3 4-4 4-5 5-5 (5-5) SECONDA SESSIONE: 5-6 6-6 6-7 7-7 8-7 9-7 10-7 10-8 10-9 11-9 (6-4) | | |
| MIGLIOR BREAK: 130 CENTURY BREAKS: 2                                                                                              | [ 4 ]                                                                                              | MIGLIOR BREAK: 111 CENTURY BREAKS: 1                                                               |
| Ronnie O'Sullivan vince lo Shanghai Masters 2019                                                                                  | | |

### Statistiche
| Giocatore         | Numero di frames vinti |
| ----------------- | ---------------------- |
| Shaun Murphy      | 37                     |
| Ronnie O'Sullivan | 33                     |
| Neil Robertson    | 18                     |
| Mark Allen        | 15                     |
| Barry Hawkins     | 14                     |
| Jack Lisowski     | 13                     |
| Liang Wenbó       | 11                     |
| Kyren Wilson      | 11                     |
| Xiao Guodong      | 10                     |
| David Gilbert     | 10                     |
| Ding Junhui       | 9                      |
| Judd Trump        | 7                      |
| Zhang Yi          | 6                      |
| Yan Bingtao       | 5                      |
| Mark Williams     | 5                      |
| John Higgins      | 5                      |
| Stuart Bingham    | 4                      |
| Ali Carter        | 3                      |
| Mark Selby        | 3                      |
| Stephen Maguire   | 2                      |
| Zhao Jianbo       | 2                      |
| Lyu Haotian       | 1                      |
| Wu Yize           | 1                      |

### Century Breaks (37)[5]
| N° | Giocatore         | Century Breaks | Miglior Break |
| -- | ----------------- | -------------- | ------------- |
| 1  | Ronnie O'Sullivan | 8              | 136           |
| 2  | Shaun Murphy      | 6              | 136           |
| 3  | Neil Robertson    | 5              | 129           |
| 4  | Barry Hawkins     | 3              | 142 (£6.000)  |
| 5  | John Higgins      | 2              | 138           |
| =  | Jack Lisowski     | 2              | 119           |
| =  | Judd Trump        | 2              | 109           |
| =  | Xiao Guodong      | 2              | 102           |
| 6  | Kyren Wilson      | 1              | 131           |
| =  | Liang Wenbó       | 1              | 130           |
| =  | Ali Carter        | 1              | 117           |
| =  | David Gilbert     | 1              | 111           |
| =  | Mark Selby        | 1              | 107           |
| =  | Yan Bingtao       | 1              | 102           |
| =  | Stuart Bingham    | 1              | 100           |